# Ilja Kawierin
Ilja Ananjewicz Kawierin (ros. Илья Ананьевич Каверин, ur. 2 maja?/15 maja 1910 w Astarze, zm. 19 listopada 1963 tamże) – radziecki wojskowy, starszy sierżant, Bohater Związku Radzieckiego (1944).

## Życiorys
Urodził się w rodzinie rosyjskiego rybaka. Po ukończeniu szkoły podstawowej pracował w przemyśle rybnym. W 1941 ochotniczo zgłosił się na front, został czołgistą. Brał udział w walkach o Kaukaz i Ukrainę. Jako żołnierz 74 pułku czołgów 71 Brygady Zmechanizowanej 9 Korpusu Zmechanizowanego 4 Gwardyjskiej Armii Pancernej 1 Frontu Ukraińskiego w stopniu młodszego sierżanta wyróżnił się w walkach o Kijów w listopadzie 1943. Podczas przełamywania obrony przeciwnika zniszczył wiele dział i moździerzy wroga. Udało mu się przedrzeć na tyły wroga; wówczas jego czołg został trafiony. Trzech jego towarzyszy zginęło w płonącym czołgu; tylko on jeden przeżył. Udało mu się ugasić pożar, jednak jego czołg pozostał unieruchomiony. Podobno wówczas zaczął odpierać niemieckie ataki ogniem karabinu maszynowego i granatami, leżąc pod wrakiem czołgu. Po trwającej podobno dwa dni walce, w której zadał Niemcom duże straty, i wyczerpaniu amunicji i granatów, wrócił do swojego oddziału. W 1944 został przyjęty do WKP(b). W 1945 brał udział w operacji berlińskiej. Po wojnie został zdemobilizowany w stopniu starszego sierżanta. Wrócił w rodzinne strony, pracował w sowchozie k. Astary.

## Odznaczenia
- Złota Gwiazda Bohatera Związku Radzieckiego (10 stycznia 1944[2])
- Order Lenina
- Order Czerwonej Gwiazdy (14 maja 1945)[3]

I medale.